# René Trintzius
René Trintzius (28 juillet 1898 à Rouen - 24 janvier 1953 à Paris) est un écrivain français.
Son œuvre littéraire comprend des romans, des pièces de théâtre, des essais historiques et des livres de vulgarisation consacrés à l'ésotérisme. Journaliste, il a publié de nombreux articles de critique littéraire, artistique, théâtrale tant dans la presse généraliste que dans des revues spécialisées (NRF, Europe, etc.) disponibles pour une part grâce à la numérisation des publications. Ses œuvres publiées souvent avec succès depuis les années 1920 jusqu'au début des années 1950 ne sont disponibles qu'en bibliothèque ou en librairie d'occasion, à l'exception du roman Deutschland réédité par Phébus en 1995. Plusieurs autres de ses livres méritent pourtant d'être tirés de l'oubli.

## Repères biographiques et œuvres
René Trintzius est né le 28 juillet 1898 à Rouen, où son père, Louis-René exerçait la fonction d'architecte, directeur des travaux de la ville. Passionné par les questions de salubrité publique, il se signala par des réalisations novatrices. On retrouve dans l'œuvre de René Trintzius au moins deux personnages inspirés par la figure de ce père d'une grande rigueur morale et animé par le souci du bien public.
Très tôt, Trintzius eut l'occasion de s'intéresser à la peinture grâce à son père ami de peintres normands, comme Paul Baudoüin. Lui-même, ami du peintre Jean Aujame formé aux beaux-arts de Rouen, exposera à plusieurs reprises des toiles à Rouen et poursuivra jusqu'à sa mort son activité de peintre amateur.
Études secondaires au lycée Corneille où il se lie d'amitié avec Pierre-René Wolf qui commencera une carrière littéraire, puis prendra la direction du quotidien Paris Normandie à la Libération.
- 1919 : il obtient sa licence de droit, s'inscrit au barreau et passe le concours de la magistrature. Attaché au parquet de Rouen, il délaisse cette carrière pour se consacrer au journalisme.
- 1924 : il entre au Journal de Rouen pour y assurer la critique dramatique et artistique. Il écrira également pour l'autre quotidien rouennais La Dépêche de Rouen. Cette activité l'amènera à séjourner fréquemment à Paris où, au milieu des années 30, il s'installe dans le quartier Montparnasse. Amitié avec Lugné-Poe et Gaston Baty, metteurs en scène novateurs.
- 1924 : Philippe le Zélé, drame en trois actes écrit en collaboration avec Amédée Valentin, représenté au Théâtre de l'Œuvre[5]
- 1927 : Le Soleil du père, son premier roman, édité à la NRF
- 1928 : La Rose des vents, roman NRF
- 1928 : Poudre d'or, conte en trois actes représenté à la Comédie-Française[6]
- 1929 : Deutschland, NRF, roman remarqué notamment pour l'originalité de ton. Ce roman a été réédité par les éditions Phébus en 1995, puis publié en Allemagne (Fourier Verlag) où il a fait l'objet de travaux universitaires (le professeur Margarete Zimmermann, Dorit Bundesmann, Marlene Koepke). Étonnant retour des choses, puisque ce livre avait été l'un des tout premiers interdits à la vente par l'occupant allemand, en raison de la vision plutôt sympathique qu'il donnait des tendances modernistes de l'époque Weimar[7].
- 1931 : Le Septième Jour, NRF, roman accueilli très favorablement par la critique, il place Trintzius parmi les favoris du prix Goncourt. Participation à plusieurs publications pour des articles de critique littéraire (voir par exemple 1932, ci-dessous).
- 1932 : Fin et Commencement, NRF, roman où se lisent des préoccupations économiques et sociales. Article important sur le Voyage au bout de la nuit de Louis-Ferdinand Céline pour la revue Europe. Cet article a été republié par Olivier Rony (Les années roman 1919-1939, Flammarion, 1997)[8]
- 1934 : La Bête écarlate, NRF, roman qui raconte l'aventure d'un apprenti escroc cultivant le cynisme.

Il est membre de la Société des écrivains normands.
C'est la fin de la période NRF. René Trintzius semble prendre ses distances avec le roman, sans l'abandonner tout à fait. Il se consacre à des recherches historiques et ésotériques.
- 1938 : La Vie privée de Jean-Jacques Rousseau (Hachette)
- 1941 : Les Clés du désordre (Mercure de France) roman
- 1941 : Charlotte Corday (Hachette), ouvrage couronné par l'Académie française.
- 1942 : Mariage avec Madeleine Lucas, originaire de Rouen, secrétaire au Journal de Rouen.
- 1943 : Météore, comédie en un acte, jouée au Théâtre de l'Odéon.
- 1944 : Défense de mourir (Ariane), roman fantastique, en collaboration avec Armory
- 1944 : Jacques Cazotte ou le XVIIIe siècle inconnu (Ariane)
- 1944 : Babel des ombres (Ariane), recueil de nouvelles. Naissance de son premier fils.
- 1946 : Voyageurs des ténèbres (Maréchal), roman policier fantastique proche des atmosphères imaginées par Pierre Véry
- 1946 : La Grande Peur (Arthaud), roman. Naissance de son deuxième fils
- 1950 : activités journalistiques diverses. Son penchant pour le spiritisme s'exprime dans des ouvrages de vulgarisation sur l'astrologie, la voyance et les pouvoirs mystérieux de l'homme : La magie a-t-elle raison ? (Albin Michel), Les Guérisons supranormales (Ariane) Au seuil du monde invisible (Omnium littéraire), 1951.
- 1950 : parution de son dernier essai historique : John Law et la naissance du dirigisme (S.F.E.L.T.)

René Trintzius, affaibli par une première attaque, consacre ses dernières années de création artistique au théâtre, pour lequel il écrit plusieurs pièces en collaboration avec son ami Roland Gauquelin. Citons Libido, satire de certains excès de la psychanalyse, et Saint-Ailleurs, pièces représentées peu avant son décès, le 24 janvier 1953 à Paris.